# Ferdinand Lewinsky
Christian Ferdinand Alexander Lewinsky (2. marts 1858 i Roskilde – 18. marts 1934 smst) var en dansk politiker.
Lewinsky var søn af murermester Vilhelm Lewinsky (død 1861) og hustru Vilhelmine f. Køltzow (død 1875). Han kom i farverlære i Kalundborg til 1877, var beskæftiget ved mølleriet 1877-84, bestyrer af et farveri og uldspinder i Kalundborg 1884 og indehaver af samme 1897-1906. Han var Landstingsmand for Socialdemokratiet fra 1906.
Han var i bestyrelsen for De fattiges Kasse i Kalundborg 1897-1907, medlem af Kalundborg Byråd 1900-08, medstifter af og bestyrelsemedlem i Kalundborg Folkeuniversiteteforening 1899 -1908; bestyrelsesmedlem i Folkebogsamlingen smstds. 1901-08. Medlem af Brændselsnævnet 1917.
Han var gift med Karen L., f. 24. december 1863 som datter af sagfører Danckert (død 1886) og hustru Kirstine f. Kruse (død 1906).